# Calamoceras illiesi
Calamoceras illiesi är en nattsländeart som beskrevs av Malicky och Kumanski 1974. Calamoceras illiesi ingår i släktet Calamoceras och familjen Calamoceratidae. Inga underarter finns listade i Catalogue of Life.